# Língua tonganesa
O tonganês é um idioma polinésio falado nas ilhas de Tonga, onde é seu idioma oficial. A língua pertence ao grupo polinésio ocidental do ramo malaio-polinésio das línguas austronésias. É falado no Reino de Tonga por cerca de 104.000 pessoas e por mais 82.000 em outras ilhas próximas. Possui um extenso corpo de literatura tradicional. Para escrever a língua, se usa o alfabeto latino, normalizado desde 1943.

## Sistema de escrita
O tonganês é escrito com uma versão modificada do alfabeto latino. No antigo alfabeto "missionário", a ordem das letras foi modificada: as vogais foram colocadas primeiro e depois seguidas pelas consoantes. No entanto, a gramática e o dicionário de C. M. Churchward favoreciam a ordem alfabética europeia padrão, que, desde sua época, tem sido usada exclusivamente:
| Letra     | A   | E   | F   | H   | I   | K   | L   | M   | N   | ng   | O   | P    | S    | T   | U   | V   | ʻ (Fakauʻa) |
| Pronúncia | /a/ | /e/ | /f/ | /h/ | /i/ | /k/ | /l/ | /m/ | /n/ | /ŋ/1 | /o/ | /p/2 | /s/3 | /t/ | /u/ | /v/ | /ʔ/4        |

Observações:
1: Escrito como "g", mas ainda pronunciado como [ŋ] (como em samoano) antes de 1943
2: Não aspirado; escrito como "b" antes de 1943
3: Às vezes escrito como "j" antes de 1943
4: A parada glotal. Deve ser escrita com o apóstrofo de modificação (Unicode 0x02BB) e não com a aspa simples aberta ou com uma mistura de aspas abertas e aspas fechadas.
Note que a ordem acima é rigorosamente seguida nos dicionários apropriados. Palavras com vogais longas vêm diretamente depois daquelas com vogais curtas.
O original "j", usado para /tʃ/, desapareceu no início do século XX, fundindo-se com /s/. Em 1943, "j" não era mais usado. Consequentemente, muitas palavras escritas com "s" em tonganês são cognatas para aqueles com "t" em outras línguas polinésias. Por exemplo, Masisi (um nome de estrela) em tonganês é cognato com Matiti em toquelauano; siale (gardenia taitensis) em tonganês e tiare em taitiano. Este parece ser um desenvolvimento natural, como /tʃ/ em muitas línguas polinésias derivadas do proto-polinésio /ti/.

## Gramática

### Silabificação
Cada sílaba tem exatamente uma vogal. O número de sílabas em uma palavra é exatamente igual ao número de vogais que possui.
As vogais longas, indicadas com um toloi (mácron), contam como uma, mas podem, em algumas circunstâncias, ser divididas em duas curtas e, nesse caso, ambas são escritas. Cada sílaba pode ter no máximo uma consoante.
As combinações consonantais não são permitidas. O "ng" não é uma combinação consonantal, pois representa um único som. Como tal, nunca pode ser dividido, a hifenização adequada de fakatonga (tonganês) é, portanto, fa-ka-to-nga.
Cada sílaba deve terminar em uma vogal. Todas as vogais são pronunciadas, mas um "i" no final de um enunciado é geralmente surdo.
O "fakau'a" é uma consoante. Deve ser seguido (e, exceto no início de uma palavra, precedido) por uma vogal. Ao contrário das paradas glotais em muitos outros textos das línguas polinésias, o "fakau'a" é sempre escrito.
O estresse normalmente cai na última sílaba de uma palavra com duas ou mais sílabas; exemplo: "móhe" (sono), "mohénga" (cama). Se, no entanto, a última vogal é longa, ela recebe o estresse; exemplo: "kumā" (mouse) (estresse no longo ā). O estresse também muda para a última vogal se a próxima palavra for um enclítico; exemplo: "fále" (casa), "falé ni" (esta casa). Finalmente, o estresse pode mudar para a última sílaba, incluindo um enclítico, no caso do acento definitivo; exemplo: "mohengá" (aquela) cama particular), "fale ní" (esta casa particular). É também aqui que uma vogal longa pode ser dividida em duas curtas; exemplo: "pō" (noite), "poó ni" (esta noite), "pō ní" (esta noite em particular). Ou o oposto: "mamama" (luz), "māmá ni" (essa luz), "maama ní" (essa luz em particular). Claro, existem algumas exceções às regras gerais acima.
O acento de estresse normalmente não é escrito, exceto onde é para indicar o acento definitivo (fakamamafa). Mas também aqui, muitas vezes, as pessoas deixam de escrevê-lo, usando-o apenas quando o estresse adequado não pode ser facilmente derivado do contexto.
Embora o sotaque agudo esteja disponível na maioria dos computadores pessoais desde seus primeiros dias, quando os jornais tonganeses começaram a usar computadores por volta de 1990 para produzir seus documentos, eles não conseguiram encontrar, ou não conseguiram digitar, as teclas apropriadas, e se tornaram um hábito de colocar o acento após a vogal em vez de nela: não há mas o´. Mas como essa distância parecia ser muito grande, surgiu uma demanda por fontes tonganesas, onde o sotaque agudo era deslocado para a direita, uma posição intermediária entre os dois extremos acima. A maioria dos trabalhos ainda segue essa prática.

### Artigos
Diferentemente de muitas línguas europeias, o tonganês possui três artigos e os possessivos também têm uma distinção de três níveis:
- Indefinido "ha". Exemplo: "ko ha pālangi" ('uma pessoa branca', ou qualquer outra pessoa de outro lugar que não Tonga)

- Semi-definido "(h)e". Exemplo: "ko e pālangi" ("a pessoa branca" no sentido de que a pessoa não pertence a alguma outra raça, mas ainda sim "uma pessoa branca" se houver várias delas)

- Definido "(h)" e com o estresse final deslocado. Exemplo: "ko e pālangí" ('a pessoa branca', aquela pessoa em particular e ninguém mais).